# Septoria obesispora
Septoria obesispora är en svampart som beskrevs av Cornelis Antonie Jan Abraham Oudemans år 1900. Septoria obesispora ingår i släktet Septoria och familjen Mycosphaerellaceae.   Inga underarter finns listade i Catalogue of Life.